# ليسبرسو (مجلة)
ليسبرسو (‎[leˈsprɛsso]‏)، هي مجلة إخبارية أسبوعية إيطالية. وهي واحدة من أبرز صحيفتين أسبوعيتين في إيطاليا. (الآخرى هي مجلة بانوراما). منذ عام 2022 يتم نشر مجلة ليسبرسو بواسطة شركة «BFC Media».
تم تأسيس ليسبرسو كمجلة أسبوعية في روما، في أكتوبر 1955،  من قبل دار نشر «NER» لكارلو كاراتشولو والصناعي التقدمي أدريانو أوليفيتي صاحب الشركة المصنعة لـ الآلات الكاتبة أوليفيتي. وكان رئيس تحريرها أريغو بينيديتي ويوجينيو سكالفاري.

## المحررين
- أريجو بينيديتي (1955-1963)
- أوجينيو سكالفاري (1963-1968)
- Gianni Corbi [الإنجليزية] (1968-1970)
- Livio Zanetti [الإنجليزية] (1970–1984)
- Giovanni Valentini (journalist) [giovanni valentini (giornalista)] (1984-1991)
- كلاوديو رينالدي (1991-1999)
- Giulio Anselmi [الإنجليزية] (1999-2002)
- دانييلا حماوي (2002-2010)
- Bruno Manfellotto [الإنجليزية] (2010-2014)
- لويجي فيسينانزا (2014-2016)
- توماسو سيرنو (2016-2017)
- ماركو داملانو (2017 إلى الوقت الحاضر)